# Летяжка
Летя́жка (рос. Летяжка) — село у складі Іжморського округу Кемеровської області, Росія.

## Населення
Населення — 178 осіб (2010; 257 у 2002).
Національний склад (станом на 2002 рік):
- росіяни — 97 %